# Phaner furcifer
Phaner furcifer là một loài động vật có vú trong họ Cheirogaleidae, bộ Linh trưởng. Loài này được Blainville mô tả năm 1839.

## Hình ảnh

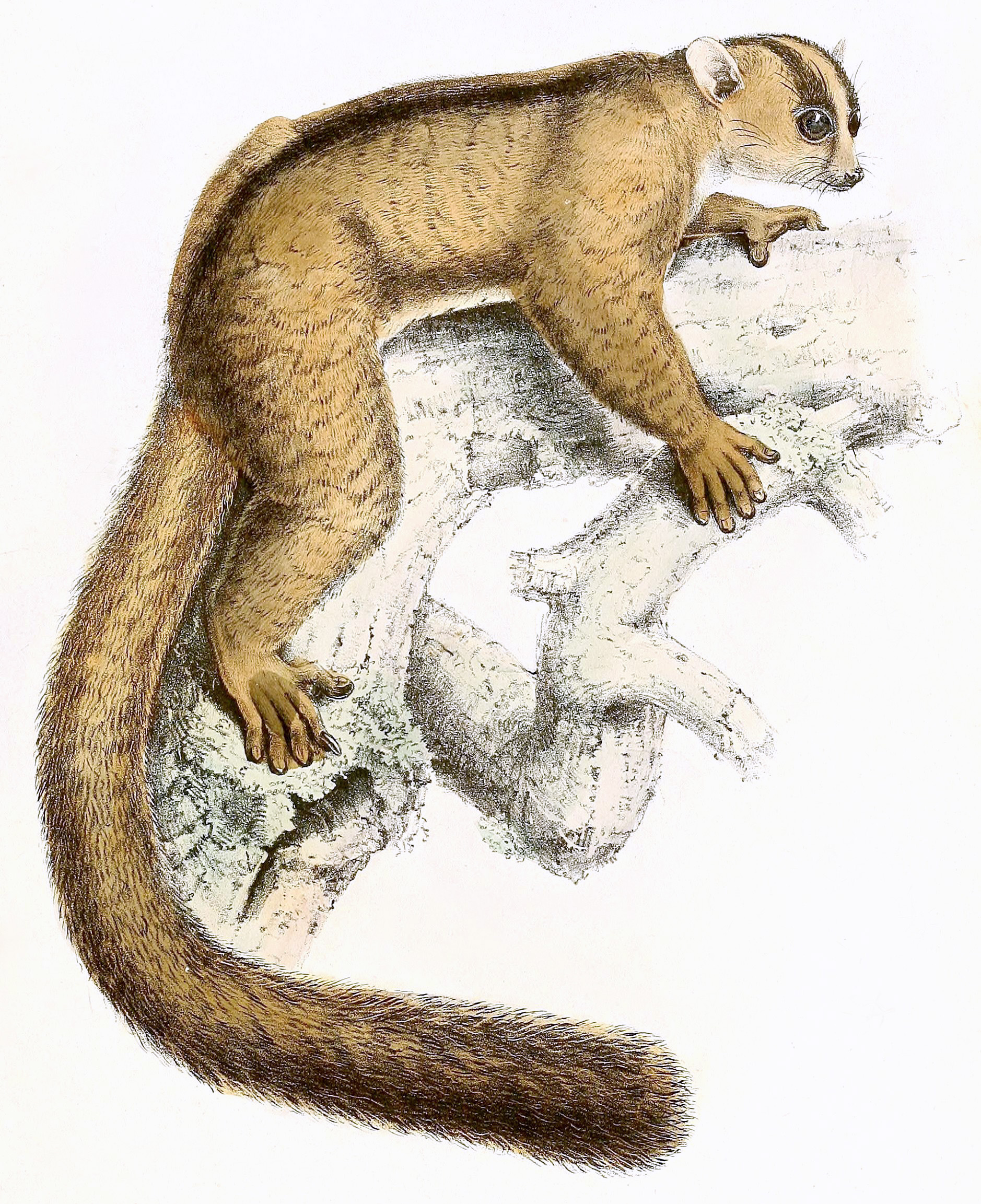
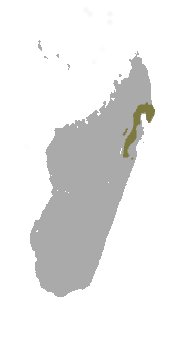
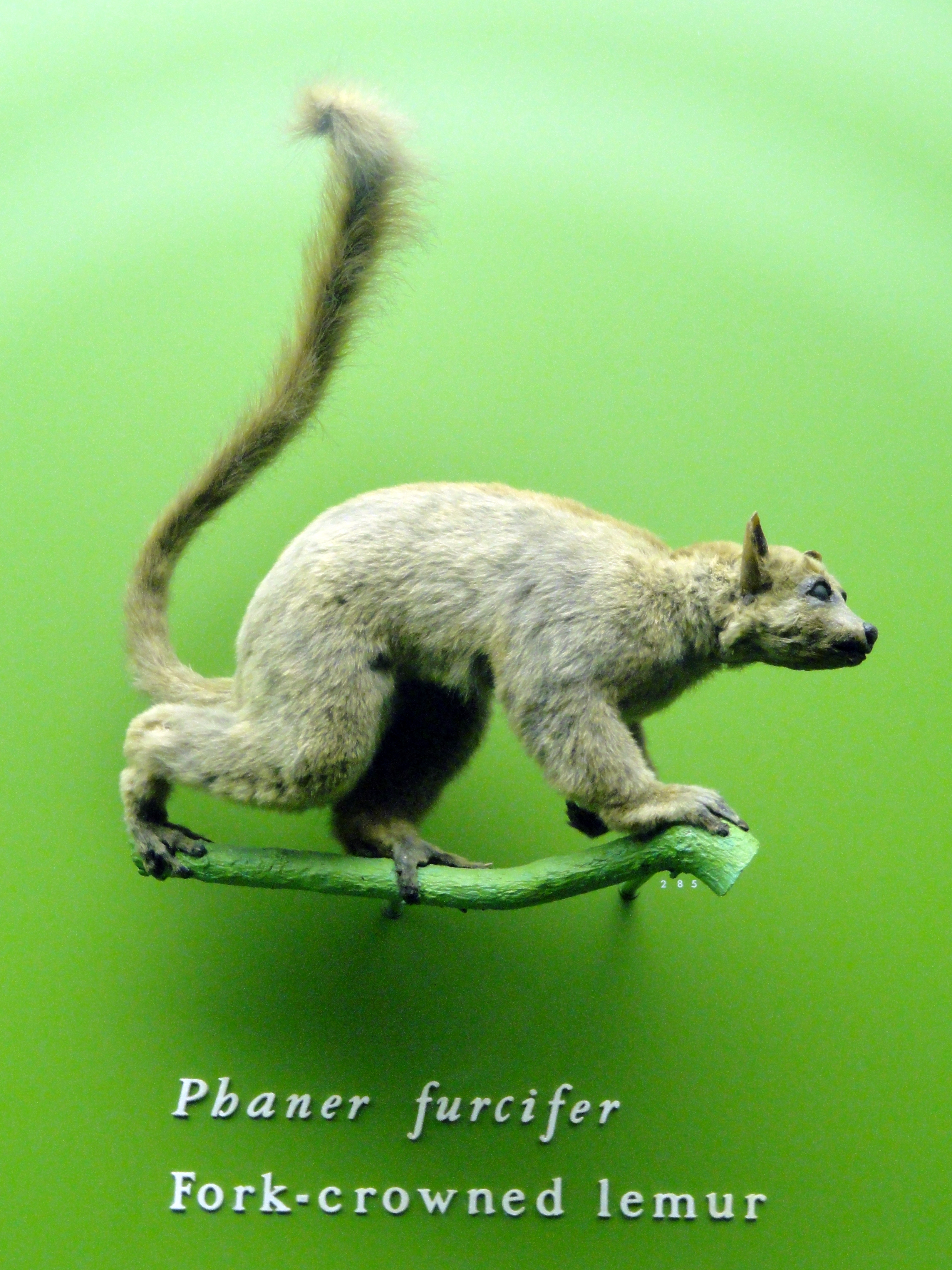